# Nothocercus
Nothocercus je rod ptica iz porodice tinamuovki. Ima tri vrste. Žive na sjeveru i istoku Južne Amerike, ali i u Srednjoj Americi. Populacija svih vrsta je stabilna. Ptice su velike 33-38 cm, a teške 900-1000 grama.  